# Кремянка (Полтавская область)
Кремянка (укр. Крем'янка) — село, Ореховский сельский совет, Лубенский район, Полтавская область, Украина.
Код КОАТУУ — 5322885304. Население по переписи 2001 года составляло 274 человека.
Село упоминается на специальной карте Западной части России Шуберта 1826—1840 годов.

## Географическое положение
Село Кремянка находится в 2-х км от села Стадня и в 2,5 км от села Ромодан (Миргородский район).
Рядом проходят автомобильная дорога Р-42 и
железная дорога, станция Стадня в 3-х км.